# Ricky Brown
Ricky Brown, mais conhecido como NoClue (28 de Janeiro de 1985) é um rapper estadunidense. Brown é famoso por cantar a música No Clue, que fez Brown entrar para o Guinness World Records como o rapper mais veloz. No Clue tem 723 sílabas, que foram cantadas em 51.27 segundos